# Louis Henkin
Louis Henkin (* 11. November 1917 in Smoljani, Russisches Kaiserreich; † 14. Oktober 2010 in New York), geboren als Eliezer Henkin, war ein amerikanischer Jurist, der zu Lebzeiten als einer der renommiertesten Experten im Bereich der Menschenrechte galt. Er fungierte von 1957 bis 1962 als Professor an der University of Pennsylvania sowie anschließend bis 1988 an der Columbia University. In Anerkennung seines Wirkens wurde er unter anderem mit der Manley-O.-Hudson-Medaille ausgezeichnet sowie in die American Academy of Arts and Sciences und in das Institut de Droit international aufgenommen.

## Leben
Louis Henkin wurde 1917 in dem östlich von Minsk im heutigen Belarus gelegenen Dorf Smoljani als jüngstes von sechs Kindern des Rabbiners Joseph Eliahu Henkin geboren und emigrierte 1922 mit seiner Familie in die Vereinigten Staaten. Er wuchs in New York auf, wo er ab 1933 ein Studium der Mathematik an der Yeshiva University absolvierte, das er 1937 mit einem A.B.-Abschluss beendete. Danach studierte er Rechtswissenschaften an der Harvard University, an der er 1940 einen Abschluss als LL.B. erlangte. Nach seiner Rückkehr nach New York war er zunächst als Law Clerk von Richter Learned Hand am United States Court of Appeals für den zweiten Bezirk tätig. Er leistete dann von 1941 bis 1945 Wehrdienst in der United States Army und wurde während dieser Zeit mit dem Silver Star ausgezeichnet. Anschließend wirkte er in den Jahren 1946/1947 als Law Clerk für Felix Frankfurter, Richter am Obersten Gerichtshof der Vereinigten Staaten, sowie 1947/1948 in der Rechtsabteilung der Vereinten Nationen.
Von 1948 bis 1956 war er im Büro für internationale Organisationen des US-Außenministeriums tätig. Während dieser Zeit war er Mitglied der Delegationen der USA zu verschiedenen internationalen Tagungen, so unter anderem zwischen 1950 und 1953 zu den Sitzungen der UN-Generalversammlung. 1956 wechselte er zunächst als Dozent an die Columbia University, bevor er von 1957 bis 1962 als Professor an der University of Pennsylvania fungierte. 1963 kehrte er an die Columbia University zurück, an der er zum Hamilton-Fish-Professor für internationales Recht und Diplomatie und im weiteren Verlauf seiner Karriere 1978 zum Harlan-Fiske-Stone-Professor für Verfassungsrecht ernannt sowie 1988 emeritiert wurde. In den Jahren 1965 und 1989 unterrichtete er außerdem an der Haager Akademie für Völkerrecht. Darüber hinaus gehörte er von 1953 bis 1969 dem Ständigen Schiedshof in Den Haag sowie von 1999 bis 2002 dem UN-Menschenrechtsausschuss an.
Louis Henkin war ab 1960 verheiratet und Vater von drei Söhnen. Er starb 2010 in New York.

## Wirken
Schwerpunkt des Wirkens von Louis Henkin war der Bereich der Menschenrechte, in welchem er eine umfassende Beteiligung der USA in den entsprechenden internationalen Institutionen befürwortete. Er setzte sich darüber hinaus für die Respektierung des in der UN-Charta formulierten allgemeinen Gewaltverbots sowie aller sich aus dem Völkergewohnheitsrecht und völkerrechtlichen Verträgen ergebenden Verpflichtungen durch die Vereinigten Staaten ein und kritisierte dementsprechend unilaterale Militäreinsätze der USA in anderen Ländern.
Zu seinen weiteren Themen in Lehre und Forschung zählten unter anderem die Rüstungskontrolle, der Einfluss des Völkerrechts auf die internationale Politik, das Seevölkerrecht im Bereich der Nutzung von Meeresressourcen sowie die Rolle des amerikanischen Verfassungsrechts im Bereich der internationalen Beziehungen. Gemeinsam mit Oscar Schachter fungierte er von 1978 bis 1984 als Editor-in-Chief der Fachzeitschrift American Journal of International Law. Von 1985 bis 1987 war er außerdem Präsident der American Society of Political and Legal Philosophy sowie von 1994 bis 1996 der Amerikanischen Gesellschaft für internationales Recht.

## Auszeichnungen
Louis Henkin erhielt in Anerkennung seines Wirkens unter anderem 1995 die Manley-O.-Hudson-Medaille, die höchste Auszeichnung der Amerikanischen Gesellschaft für internationales Recht, sowie 2001 die Goler-T.-Butcher-Medaille und 2010 posthum den Eleanor Roosevelt Award for Human Rights. Er wurde außerdem 1974 in die American Academy of Arts and Sciences, 1985 in das Institut de Droit international und 1986 in die American Philosophical Society aufgenommen.
An der Columbia University, die ihm 1981 mit der Ernennung zum University Professor ihre höchste akademische Ehrung verlieh und 1986 mit dem Wolfgang Friedmann Memorial Award auszeichnete, ist mit dem Louis Henkin Professor of Human and Constitutional Rights seit 1999 ein Lehrstuhl nach ihm benannt. An der juristischen Fakultät der University of Miami trägt seit 2010 mit der Louis Henkin Lecture Series On Human Rights eine Vorlesungsreihe seinen Namen. Die Columbia University (1995) und die Brooklyn Law School (1997) verliehen ihm die Ehrendoktorwürde.

## Werke (Auswahl)
- Arms Control and Inspection in American Law. New York 1958
- Law for the Sea’s Mineral Resources. New York 1968
- How Nations Behave: Law and Foreign Policy. New York 1970, 1979
- Foreign Affairs and the Constitution. New York 1972, 1996
- Rights of Man Today. Boulder 1978
- The International Bill of Rights: The Covenant on Civil and Political Rights. New York 1981
- Human Rights. New York 1999, 2009